# Elezioni statali in Renania Settentrionale-Vestfalia del 2012
Le elezioni statali in Renania Settentrionale-Vestfalia del 2012 si sono tenute il 13 maggio. Convocate in anticipo dopo lo scioglimento dell'Assemblea statale, hanno visto la riconferma di Hannelore Kraft come presidente, a capo di una coalizione tra SPD e Verdi.

## Risultati elettorali
|         |                                             |           |       |       |
| Partito | Partito                                     | Voti      | %     | Seggi |
|         | Partito Socialdemocratico di Germania (SPD) | 3.049.983 | 39,1% | 99    |
|         | Unione Cristiano-Democratica (CDU)          | 2.050.321 | 26,3% | 67    |
|         | Alleanza 90/I Verdi (Grünen)                | 884.298   | 11,3% | 29    |
|         | Partito Liberale Democratico (FDP)          | 670.082   | 8,6%  | 22    |
|         | Partito Pirata (Piraten)                    | 609.176   | 7,8%  | 20    |
|         |                                             |           |       |       |
|         | La Sinistra (Die Linke)                     | 194.428   | 2,5%  | 0     |
|         | Pro NRW                                     | 118.326   | 1,5%  | 0     |
|         | Altri                                       | 217.381   | 2,8%  | 0     |
| Totale  | Totale                                      | 7.793.995 | 100%  | 237   |